# Dienis Szurakow
Dienis Dmitrijewicz Szurakow, ros. Денис Дмитриевич Шураков (ur. 10 lutego 1995 w Kirowie) – rosyjski hokeista.

## Kariera
- Czajka Niżny Nowogród (2012-2016)
- HK Sarow (2014-2017)
- Torpedo Niżny Nowogród (2015-2017)
- Jugra Chanty-Mansyjsk (2017)
- Rubin Tiumeń (2017)
- HK Sarow (2017-2018)
- Torpedo Niżny Nowogród (2018-2019)
- HK Sarow (2018-2019)
- Sokoł Krasnojarsk (2019)
- Łada Togliatti (2019-2020)
- Junost' Mińsk (2020-2021)
- Jermak Angarsk (2021)
- Nieftianik Almietjewsk (2021-2022)
- Buran Woroneż (2022)
- Humo Taszkent (2022-)

Przez cztery sezony grał w juniorskich rozgrywkach MHL w barwach drużyny Czajka Niżny Nowogród. Jednocześnie występował w drużynie seniorskiej Torpedo z tego miasta w rozgrywkach KHL oraz w zespole farmerskim z Sarowa w rozgrywkach WHL. Przedłużał kontrakt z Torpedo o dwa lata w kwietniu 2015 i w kwietniu 2017. Pod koniec października 2017 został zawodnikiem Jugry Chanty-Mansyjsk, rozegrał tam jeden mecz w KHL, a pod koniec grudnia 2017 został przetransferowany do Sarowa w WHL. Na początku sezonu KHL (2018/2019) ponownie grał w Torpedo oraz ponownie w Sarowie. W styczniu 2019 przeszedł do Sokoła Krasnojarsk. W maju 2019 ponownie związał się kontraktem z Torpedo, aczkolwiek podczas okresu przygotowawczego latem 2019 został stamtąd przetransferowany do Łady Togliatti w ramach wymiany za dwóch zawodników tamtejszego klubu. W jej barwach rozegrał sezon WHL 2019/2020. W połowie października 2020 przeszedł do białoruskiej Junosti Mińsk. Od lipca do października 2021 był zawodnikiem Jermaka Angarsk. Od października 2021 zawodnik Nieftianika Almietjewsk. Pod koniec marca 2022 ogłoszono jego odejście z klubu. Przed sezonem 2022/2023 trafił do Buranu Woroneż, gdzie został zwolniony w październiku 2022. W listopadzie 2022 zaangażowany w uzbeckim Humo Taszkent.

## Sukcesy
Klubowe
- Złoty medal MHL /  Puchar Charłamowa: 2015 z Czajką Niżny Nowogród
- Srebrny medal MHL: 2016 z Czajką Niżny Nowogród

Indywidualne
- MHL (2013/2014):
  - Najlepszy napastnik miesiąca - październik 2013
  - Mecz Gwiazd MHL
  - Piąte miejsce w klasyfikacji asystentów w sezonie zasadniczym: 42 asysty[19]
  - Dziewiąte miejsce w klasyfikacji kanadyjskiej w sezonie zasadniczym: 60 punktów[20]
- MHL (2014/2015):
  - Mecz Gwiazd MHL
  - 26 kwietnia 2015 – zwycięski gol w piątym meczu (2:0) finałów Czajka SKA-1946, przesądzający o zwycięstwie w rywalizacji (4:1) i zdobyciu mistrzostwa MHL[21]
  - Najlepszy napastnik etapów - 1/2 finału, finał o Puchar Charłamowa
  - Czwarte miejsce w klasyfikacji strzelców zwycięskich goli w fazie play-off: 2 gole[22]
  - Pierwsze miejsce w klasyfikacji asystentów w fazie play-off: 22 asysty[23]
  - Pierwsze miejsce w klasyfikacji kanadyjskiej w fazie play-off: 29 punktów[24]
  - Nagroda imienia Witalija Dawydowa dla najwartościowszego zawodnika w fazie play-off[25]
- KHL (2015/2016):
  - Najlepszy pierwszoroczniak tygodnia – 25 października 2015
- MHL (2015/2016):
  - Trzecie miejsce w klasyfikacji asystentów w fazie play-off: 10 asyst[26]
  - Piąte miejsce w klasyfikacji kanadyjskiej w fazie play-off: 13 punktów[27]
- Wysszaja Chokkiejnaja Liga (2019/2020):
  - Najlepszy napastnik tygodnia – 23 września 2019